# Argentina en los Juegos Paralímpicos de Tel Aviv 1968
La participación de Argentina en los Juegos Paralímpicos de Tel Aviv 1968 fue la tercera actuación paralímpica de los deportistas argentinos, en la también tercera edición de los Juegos Paralímpicos. La delegación argentina se presentó en 4 deportes, con 19 deportistas, de los cuales 7 eran mujeres. El equipo paralímpico obtuvo 10 medallas de oro -la mayor cantidad en la historia-, 10 de plata y 10 de bronce, alcanzando un total de 30 medallas paralímpicas. Argentina ocupó la 9ª posición en el medallero general, sobre 28 países participantes, siendo el único país latinoamericano y junto a España los únicos de habla hispana.
La delegación argentina obtuvo medallas en atletismo (25), natación (4) y básquetbol (1). El equipo paralímpico de atletismo salió tercero en el medallero del deporte y segundo en las competencias femeninas. Entre los deportistas más premiados se destacaron Silvia Cochetti con ocho medallas en tres deportes distintos, Dina Galíndez con seis medallas y Susana Olarte con cinco medallas. Los varones ganaron 10 medallas (2 de oro) y las mujeres ganaron 20 medallas (8 de oro). 

## Medallero
| Medalla           | Nombre                | Deporte                       | Evento                                          |
| ----------------- | --------------------- | ----------------------------- | ----------------------------------------------- |
| Medalla de oro    | Susana Olarte         | Atletismo                     | Lanzamiento de clava C femenino                 |
| Medalla de oro    | Susana Olarte         | Atletismo                     | Lanzamiento de disco C femenino                 |
| Medalla de oro    | Susana Olarte         | Atletismo                     | Lanzamiento de bala C femenino                  |
| Medalla de oro    | Silvia Cochetti       | Atletismo                     | Lanzamiento de bala clase especial femenino     |
| Medalla de oro    | Silvia Cochetti       | Atletismo                     | Lanzamiento de disco clase especial femenino    |
| Medalla de oro    | Dina Galíndez         | Atletismo                     | Lanzamiento de clava A femenino                 |
| Medalla de oro    | Dina Galíndez         | Atletismo                     | Lanzamiento de disco A femenino                 |
| Medalla de oro    | Susana Masciotra      | Atletismo                     | Slalom clase cervical femenino                  |
| Medalla de oro    | Miguel Ángel González | Atletismo                     | Lanzamiento de jabalina clase especial          |
| Medalla de oro    | Helvio Aresca         | Natación                      | 25 m libre clase 2 completo masculino           |
| Medalla de plata  | Silvia Cochetti       | Atletismo                     | Lanzamiento de clava clase especial femenino    |
| Medalla de plata  | Silvia Cochetti       | Atletismo                     | Péntatlon clase especial femenino               |
| Medalla de plata  | Dina Galíndez         | Atletismo                     | 60 m novicias A femenino                        |
| Medalla de plata  | Dina Galíndez         | Atletismo                     | Lanzamiento de bala A femenino                  |
| Medalla de plata  | Noemí Tortul          | Atletismo                     | Lanzamiento de bala B femenino                  |
| Medalla de plata  | Noemí Tortul          | Atletismo                     | Lanzamiento de clava B femenino                 |
| Medalla de plata  | Jorge Diz             | Atletismo                     | Lanzamiento de clava clase especial masculino   |
| Medalla de plata  | Miguel Ángel González | Atletismo                     | Lanzamiento de bala clase especial masculino    |
| Medalla de plata  | Carlos Carranza       | Natación                      | 50 m libre clase 5 (cauda equina) masculino     |
| Medalla de plata  | Equipo de básquetbol  | Baloncesto en silla de ruedas | Femenino                                        |
| Medalla de bronce | Silvia Cochetti       | Atletismo                     | Lanzamiento de jabalina clase especial femenino |
| Medalla de bronce | Silvia Cochetti       | Natación                      | 50 m libre clase especial femenino              |
| Medalla de bronce | Jorge Diz             | Atletismo                     | Lanzamiento de bala clase especial masculino    |
| Medalla de bronce | Jorge Diz             | Atletismo                     | Péntatlon clase especial masculino              |
| Medalla de bronce | Carlos Carranza       | Natación                      | 50 m pecho clase 5 (cauda equina) masculino     |
| Medalla de bronce | Dina Galíndez         | Atletismo                     | Lanzamiento de jabalina A femenino              |
| Medalla de bronce | Noemí Tortul          | Atletismo                     | Lanzamiento de jabalina B femenino              |
| Medalla de bronce | Miguel Ángel González | Atletismo                     | Lanzamiento de disco clase especial masculino   |
| Medalla de bronce | Equipo femenino 4x40  | Atletismo                     | Posta 4x40 abierta femenina                     |
| Medalla de bronce | Equipo masculino 4x40 | Atletismo                     | Posta 4x40 abierta masculina                    |

## Veinticinco medallas en atletismo
El desempeño del equipo de atletismo fue sobresaliente, ocupando la tercera posición en el medallero del deporte (detrás de Estados Unidos y el país anfitrión) y la segunda posición en el medallero femenino, detrás del país anfitrión.
El atletismo obtuvo nueve de las diez medallas de oro y veinticinco de las treinta preseas obtenidas por Argentina. El equipo femenino por su parte, ganó ocho de las nueve medallas de oro (seis de ellas con récord mundial) y dieciocho de las veinticinco medallas obtenidas en el atletismo. 
Individualmente, sobresalieron las cinco medallas obtenidas por Silvia Cochetti (ganaría ocho en total en tres deportes distintos), las cinco medallas de Dina Galíndez (dos de oro y seis en total) y las cuatro medallas de Susana Olarte (tres de oro y cinco en total).
| Tel Aviv 1968 Atletismo Medallero | Tel Aviv 1968 Atletismo Medallero | Tel Aviv 1968 Atletismo Medallero | Tel Aviv 1968 Atletismo Medallero | Tel Aviv 1968 Atletismo Medallero | Tel Aviv 1968 Atletismo Medallero |
|                                   | País                              |                                   |                                   |                                   | Total                             |
| --------------------------------- | --------------------------------- | --------------------------------- | --------------------------------- | --------------------------------- | --------------------------------- |
| 1                                 | Estados Unidos                    | 16                                | 11                                | 16                                | 43                                |
| 2                                 | Israel                            | 9                                 | 11                                | 12                                | 32                                |
| 3                                 | Argentina                         | 9                                 | 8                                 | 8                                 | 25                                |
| 4                                 | Australia                         | 7                                 | 7                                 | 5                                 | 19                                |
| Fuente: IPC.                      |                                   |                                   |                                   |                                   |                                   |

| Tel Aviv 1968 Atletismo Mujeres Medallero | Tel Aviv 1968 Atletismo Mujeres Medallero | Tel Aviv 1968 Atletismo Mujeres Medallero | Tel Aviv 1968 Atletismo Mujeres Medallero | Tel Aviv 1968 Atletismo Mujeres Medallero | Tel Aviv 1968 Atletismo Mujeres Medallero |
|                                           | País                                      |                                           |                                           |                                           | Total                                     |
| ----------------------------------------- | ----------------------------------------- | ----------------------------------------- | ----------------------------------------- | ----------------------------------------- | ----------------------------------------- |
| 1                                         | Israel                                    | 8                                         | 9                                         | 10                                        | 27                                        |
| 2                                         | Argentina                                 | 8                                         | 6                                         | 4                                         | 18                                        |
| 3                                         | Estados Unidos                            | 6                                         | 3                                         | 8                                         | 17                                        |
| 4                                         | Gran Bretaña                              | 5                                         | 3                                         | 1                                         | 9                                         |
| Fuente: IPC.                              |                                           |                                           |                                           |                                           |                                           |

### Eventos de mujeres

#### Medallas de plata
| Atletismo Mujeres Lanzamiento de clava clase especial Participantes: 4 | Atletismo Mujeres Lanzamiento de clava clase especial Participantes: 4 | Atletismo Mujeres Lanzamiento de clava clase especial Participantes: 4 | Atletismo Mujeres Lanzamiento de clava clase especial Participantes: 4 | Atletismo Mujeres Lanzamiento de clava clase especial Participantes: 4 |
|                                                                        | Atleta                                                                 | País                                                                   | Distancia (m.)                                                         |                                                                        |
| ---------------------------------------------------------------------- | ---------------------------------------------------------------------- | ---------------------------------------------------------------------- | ---------------------------------------------------------------------- | ---------------------------------------------------------------------- |
| 1                                                                      | Halfon                                                                 | Israel                                                                 | 30.89                                                                  |                                                                        |
| 2                                                                      | Silvia Cochetti                                                        | Argentina                                                              | 27.12                                                                  |                                                                        |
| 3                                                                      | Seeley                                                                 | Israel                                                                 | 24.45                                                                  |                                                                        |
| Fuente: IPC.                                                           |                                                                        |                                                                        |                                                                        |                                                                        |

| Atletismo Mujeres Péntatlon clase especial Participantes: 5 | Atletismo Mujeres Péntatlon clase especial Participantes: 5 | Atletismo Mujeres Péntatlon clase especial Participantes: 5 | Atletismo Mujeres Péntatlon clase especial Participantes: 5 | Atletismo Mujeres Péntatlon clase especial Participantes: 5 |
|                                                             | Atleta                                                      | País                                                        | Pts.                                                        |                                                             |
| ----------------------------------------------------------- | ----------------------------------------------------------- | ----------------------------------------------------------- | ----------------------------------------------------------- | ----------------------------------------------------------- |
| 1                                                           | Zipora Rubin-Rosenbaum                                      | Israel                                                      | 3435                                                        |                                                             |
| 2                                                           | Silvia Cochetti                                             | Argentina                                                   | 3354                                                        |                                                             |
| 3                                                           | Daphne Hilton                                               | Australia                                                   | 3192                                                        |                                                             |
| Fuente: IPC.                                                |                                                             |                                                             |                                                             |                                                             |

| Atletismo Mujeres Novicias 60 m silla de ruedas A Participantes: 7 | Atletismo Mujeres Novicias 60 m silla de ruedas A Participantes: 7 | Atletismo Mujeres Novicias 60 m silla de ruedas A Participantes: 7 | Atletismo Mujeres Novicias 60 m silla de ruedas A Participantes: 7 | Atletismo Mujeres Novicias 60 m silla de ruedas A Participantes: 7 |
|                                                                    | Atleta                                                             | País                                                               | Tiempo                                                             |                                                                    |
| ------------------------------------------------------------------ | ------------------------------------------------------------------ | ------------------------------------------------------------------ | ------------------------------------------------------------------ | ------------------------------------------------------------------ |
| 1                                                                  | Thibaut                                                            | Francia                                                            | 19.8                                                               |                                                                    |
| 2                                                                  | Dina Galíndez                                                      | Argentina                                                          | 20.7                                                               |                                                                    |
| 3                                                                  | Lorraine Dodd                                                      | Australia                                                          | 20.7                                                               |                                                                    |
| Fuente: IPC.                                                       |                                                                    |                                                                    |                                                                    |                                                                    |

| Atletismo Mujeres Lanzamiento de bala A Participantes: 21 | Atletismo Mujeres Lanzamiento de bala A Participantes: 21 | Atletismo Mujeres Lanzamiento de bala A Participantes: 21 | Atletismo Mujeres Lanzamiento de bala A Participantes: 21 | Atletismo Mujeres Lanzamiento de bala A Participantes: 21 |
|                                                           | Atleta                                                    | País                                                      | Distancia (m.)                                            |                                                           |
| --------------------------------------------------------- | --------------------------------------------------------- | --------------------------------------------------------- | --------------------------------------------------------- | --------------------------------------------------------- |
| 1                                                         | Kim                                                       | Estados Unidos                                            | 4.58                                                      |                                                           |
| 2                                                         | Dina Galíndez                                             | Argentina                                                 | 4.50                                                      |                                                           |
| 3                                                         | Ingrid Voboril                                            | Austria                                                   | 4.47                                                      |                                                           |
| Fuente: IPC.                                              |                                                           |                                                           |                                                           |                                                           |

| Atletismo Mujeres Lanzamiento de clava B Participantes: 16 | Atletismo Mujeres Lanzamiento de clava B Participantes: 16 | Atletismo Mujeres Lanzamiento de clava B Participantes: 16 | Atletismo Mujeres Lanzamiento de clava B Participantes: 16 | Atletismo Mujeres Lanzamiento de clava B Participantes: 16 |
|                                                            | Atleta                                                     | País                                                       | Distancia (m.)                                             |                                                            |
| ---------------------------------------------------------- | ---------------------------------------------------------- | ---------------------------------------------------------- | ---------------------------------------------------------- | ---------------------------------------------------------- |
| 1                                                          | Hattingh                                                   | Sudáfrica                                                  | 24.74                                                      |                                                            |
| 2                                                          | Noemí Tortul                                               | Argentina                                                  | 23.52                                                      |                                                            |
| 3                                                          | Gabriella Monaco                                           | Italia                                                     | 23.14                                                      |                                                            |
| Fuente: IPC.                                               |                                                            |                                                            |                                                            |                                                            |

| Atletismo Mujeres Lanzamiento de disco B Participantes: 15 | Atletismo Mujeres Lanzamiento de disco B Participantes: 15 | Atletismo Mujeres Lanzamiento de disco B Participantes: 15 | Atletismo Mujeres Lanzamiento de disco B Participantes: 15 | Atletismo Mujeres Lanzamiento de disco B Participantes: 15 |
|                                                            | Atleta                                                     | País                                                       | Distancia (m.)                                             |                                                            |
| ---------------------------------------------------------- | ---------------------------------------------------------- | ---------------------------------------------------------- | ---------------------------------------------------------- | ---------------------------------------------------------- |
| 1                                                          | Hattingh                                                   | Sudáfrica                                                  | 15.48                                                      |                                                            |
| 2                                                          | Noemí Tortul                                               | Argentina                                                  | 13.67                                                      |                                                            |
| 3                                                          | Bindley                                                    | Estados Unidos                                             | 13.29                                                      |                                                            |
| Fuente: IPC.                                               |                                                            |                                                            |                                                            |                                                            |

#### Medallas de bronce
| Atletismo Mujeres Jabalina clase especial Participantes: 4 | Atletismo Mujeres Jabalina clase especial Participantes: 4 | Atletismo Mujeres Jabalina clase especial Participantes: 4 | Atletismo Mujeres Jabalina clase especial Participantes: 4 | Atletismo Mujeres Jabalina clase especial Participantes: 4 |
|                                                            | Atleta                                                     | País                                                       | Distancia (m.)                                             |                                                            |
| ---------------------------------------------------------- | ---------------------------------------------------------- | ---------------------------------------------------------- | ---------------------------------------------------------- | ---------------------------------------------------------- |
| 1                                                          | Halfon                                                     | Israel                                                     | 15.35                                                      |                                                            |
| 2                                                          | Siri                                                       | Israel                                                     | 15.02                                                      |                                                            |
| 3                                                          | Silvia Cochetti                                            | Argentina                                                  | 14.71                                                      |                                                            |
| Fuente: IPC.                                               |                                                            |                                                            |                                                            |                                                            |

| Atletismo Mujeres Jabalina A Participantes: 17 | Atletismo Mujeres Jabalina A Participantes: 17 | Atletismo Mujeres Jabalina A Participantes: 17 | Atletismo Mujeres Jabalina A Participantes: 17 | Atletismo Mujeres Jabalina A Participantes: 17 |
|                                                | Atleta                                         | País                                           | Distancia (m.)                                 |                                                |
| ---------------------------------------------- | ---------------------------------------------- | ---------------------------------------------- | ---------------------------------------------- | ---------------------------------------------- |
| 1                                              | Kim                                            | Estados Unidos                                 | 12.94                                          |                                                |
| 2                                              | Ingrid Voboril                                 | Austria                                        | 9.77                                           |                                                |
| 3                                              | Dina Galíndez                                  | Argentina                                      | 9.35                                           |                                                |
| Fuente: IPC.                                   |                                                |                                                |                                                |                                                |

| Atletismo Mujeres Jabalina B Participantes: 16 | Atletismo Mujeres Jabalina B Participantes: 16 | Atletismo Mujeres Jabalina B Participantes: 16 | Atletismo Mujeres Jabalina B Participantes: 16 | Atletismo Mujeres Jabalina B Participantes: 16 |
|                                                | Atleta                                         | País                                           | Distancia (m.)                                 |                                                |
| ---------------------------------------------- | ---------------------------------------------- | ---------------------------------------------- | ---------------------------------------------- | ---------------------------------------------- |
| 1                                              | Rosalie Hixson                                 | Estados Unidos                                 | 12.31                                          |                                                |
| 2                                              | Hattingh                                       | Sudáfrica                                      | 11.19                                          |                                                |
| 3                                              | Noemí Tortul                                   | Argentina                                      | 10.31                                          |                                                |
| Fuente: IPC.                                   |                                                |                                                |                                                |                                                |

| Atletismo Mujeres Posta 4x40 m abierta Participantes: 8 | Atletismo Mujeres Posta 4x40 m abierta Participantes: 8 | Atletismo Mujeres Posta 4x40 m abierta Participantes: 8 | Atletismo Mujeres Posta 4x40 m abierta Participantes: 8 | Atletismo Mujeres Posta 4x40 m abierta Participantes: 8 |
|                                                         | Atleta                                                  | País                                                    | Tiempo                                                  |                                                         |
| ------------------------------------------------------- | ------------------------------------------------------- | ------------------------------------------------------- | ------------------------------------------------------- | ------------------------------------------------------- |
| 1                                                       | E. Cox Linda Stratman Jo Ann Keyser Carol Ann Giesse    | Estados Unidos                                          | 48.6                                                    |                                                         |
| 2                                                       | Batya Mishani Sharabi Even-Sahav Siri                   | Israel                                                  | 49.5                                                    |                                                         |
| 3                                                       | Noemí Tortul Susana Olarte Silvia Cochetti Amelia Mier  | Argentina                                               | 52.5                                                    |                                                         |
| Fuente: IPC.                                            |                                                         |                                                         |                                                         |                                                         |

### Eventos de varones
| Atletismo Varones Jabalina clase especial Participantes: 11 | Atletismo Varones Jabalina clase especial Participantes: 11 | Atletismo Varones Jabalina clase especial Participantes: 11 | Atletismo Varones Jabalina clase especial Participantes: 11 | Atletismo Varones Jabalina clase especial Participantes: 11 | Atletismo Varones Jabalina clase especial Participantes: 11 |
|                                                             | Atleta                                                      | País                                                        | Distancia (m.)                                              |                                                             |                                                             |
| ----------------------------------------------------------- | ----------------------------------------------------------- | ----------------------------------------------------------- | ----------------------------------------------------------- | ----------------------------------------------------------- | ----------------------------------------------------------- |
| 1                                                           | Miguel Ángel González                                       | Argentina                                                   | 29.90                                                       |                                                             |                                                             |
| 2                                                           | Cameron                                                     | Estados Unidos                                              | 29.89                                                       |                                                             |                                                             |
| 3                                                           | Ed Owen                                                     | Estados Unidos                                              | 26.95                                                       |                                                             |                                                             |
| Fuente: IPC.                                                |                                                             |                                                             |                                                             |                                                             |                                                             |

| Atletismo Varones Lanzamiento de clava clase especial Participantes: 11 | Atletismo Varones Lanzamiento de clava clase especial Participantes: 11 | Atletismo Varones Lanzamiento de clava clase especial Participantes: 11 | Atletismo Varones Lanzamiento de clava clase especial Participantes: 11 | Atletismo Varones Lanzamiento de clava clase especial Participantes: 11 |
|                                                                         | Atleta                                                                  | País                                                                    | Distancia (m.)                                                          |                                                                         |
| ----------------------------------------------------------------------- | ----------------------------------------------------------------------- | ----------------------------------------------------------------------- | ----------------------------------------------------------------------- | ----------------------------------------------------------------------- |
| 1                                                                       | Ed Owen                                                                 | Estados Unidos                                                          | 46.00                                                                   |                                                                         |
| 2                                                                       | Jorge Diz                                                               | Argentina                                                               | 45.63                                                                   |                                                                         |
| 3                                                                       | Cameron                                                                 | Estados Unidos                                                          | 43.67                                                                   |                                                                         |
| Fuente: IPC.                                                            |                                                                         |                                                                         |                                                                         |                                                                         |

| Atletismo Varones Lanzamiento de bala clase especial Participantes: 11 | Atletismo Varones Lanzamiento de bala clase especial Participantes: 11 | Atletismo Varones Lanzamiento de bala clase especial Participantes: 11 | Atletismo Varones Lanzamiento de bala clase especial Participantes: 11 | Atletismo Varones Lanzamiento de bala clase especial Participantes: 11 |
|                                                                        | Atleta                                                                 | País                                                                   | Distancia (m.)                                                         |                                                                        |
| ---------------------------------------------------------------------- | ---------------------------------------------------------------------- | ---------------------------------------------------------------------- | ---------------------------------------------------------------------- | ---------------------------------------------------------------------- |
| 1                                                                      | Ed Owen                                                                | Estados Unidos                                                         | 10.05                                                                  |                                                                        |
| 2                                                                      | Miguel Ángel González                                                  | Argentina                                                              | 9.29                                                                   |                                                                        |
| 3                                                                      | Jorge Diz                                                              | Argentina                                                              | 7.87                                                                   |                                                                        |
| Fuente: IPC.                                                           |                                                                        |                                                                        |                                                                        |                                                                        |

| Atletismo Varones Péntatlon clase especial Participantes: 3 | Atletismo Varones Péntatlon clase especial Participantes: 3 | Atletismo Varones Péntatlon clase especial Participantes: 3 | Atletismo Varones Péntatlon clase especial Participantes: 3 | Atletismo Varones Péntatlon clase especial Participantes: 3 |  |
|                                                             | Atleta                                                      | País                                                        | Pts.                                                        |                                                             |  |
| ----------------------------------------------------------- | ----------------------------------------------------------- | ----------------------------------------------------------- | ----------------------------------------------------------- | ----------------------------------------------------------- |  |
| 1                                                           | Ed owen                                                     | Estados Unidos                                              | 4166                                                        |                                                             |  |
| 2                                                           | Branum                                                      | Estados Unidos                                              | 3335                                                        |                                                             |  |
| 3                                                           | Jorge Diz                                                   | Argentina                                                   | 3196                                                        |                                                             |  |
| Fuente: IPC.                                                |                                                             |                                                             |                                                             |                                                             |  |

| Atletismo Varones Lanzamiento de disco clase especial Participantes: 9 | Atletismo Varones Lanzamiento de disco clase especial Participantes: 9 | Atletismo Varones Lanzamiento de disco clase especial Participantes: 9 | Atletismo Varones Lanzamiento de disco clase especial Participantes: 9 | Atletismo Varones Lanzamiento de disco clase especial Participantes: 9 |  |
|                                                                        | Atleta                                                                 | País                                                                   | Distancia (m.)                                                         |                                                                        |  |
| ---------------------------------------------------------------------- | ---------------------------------------------------------------------- | ---------------------------------------------------------------------- | ---------------------------------------------------------------------- | ---------------------------------------------------------------------- |  |
| 1                                                                      | Ed owen                                                                | Estados Unidos                                                         | 33.28                                                                  |                                                                        |  |
| 2                                                                      | Demorest                                                               | Estados Unidos                                                         | 26.60                                                                  |                                                                        |  |
| 3                                                                      | Miguel Ángel González                                                  | Argentina                                                              | 3196                                                                   |                                                                        |  |
| Fuente: IPC.                                                           |                                                                        |                                                                        |                                                                        |                                                                        |  |

| Atletismo Varones Posta 4x40 abierto Participantes: 13 | Atletismo Varones Posta 4x40 abierto Participantes: 13 | Atletismo Varones Posta 4x40 abierto Participantes: 13 | Atletismo Varones Posta 4x40 abierto Participantes: 13 | Atletismo Varones Posta 4x40 abierto Participantes: 13 |  |
|                                                        | Atleta                                                 | País                                                   | Tiempo                                                 |                                                        |  |
| ------------------------------------------------------ | ------------------------------------------------------ | ------------------------------------------------------ | ------------------------------------------------------ | ------------------------------------------------------ |  |
| 1                                                      | Roman Chess Branum Gary Odorowski                      | Estados Unidos                                         | 38.6                                                   |                                                        |  |
| 2                                                      | Moretti S. Martin Munro Gary Hooper                    | Australia                                              | 39.8                                                   |                                                        |  |
| 3                                                      | Carlos Carranza Jorge Diz Hugo Loto Bautista Rubio     | Argentina                                              | 40.7                                                   |                                                        |  |
| Fuente: IPC.                                           |                                                        |                                                        |                                                        |                                                        |  |

## Cuatro medallas en natación
El equipo argentino de natación obtuvo cuatro medallas: una de oro (Helvio Aresca), una de plata (Carlos Carranza) y dos de bronce (Carlos Carranza y Silvia Cochetti).
| Natación Varones 25 m libre clase 2 completa Participantes: 9 | Natación Varones 25 m libre clase 2 completa Participantes: 9 | Natación Varones 25 m libre clase 2 completa Participantes: 9 | Natación Varones 25 m libre clase 2 completa Participantes: 9 | Natación Varones 25 m libre clase 2 completa Participantes: 9 | Natación Varones 25 m libre clase 2 completa Participantes: 9 |
|                                                               | Nadador                                                       | País                                                          | Tiempo                                                        |                                                               |                                                               |
| ------------------------------------------------------------- | ------------------------------------------------------------- | ------------------------------------------------------------- | ------------------------------------------------------------- | ------------------------------------------------------------- | ------------------------------------------------------------- |
| 1                                                             | Helvio Aresca                                                 | Argentina                                                     | 29.1                                                          |                                                               |                                                               |
| 2                                                             | D. Ellis                                                      | Gran Bretaña                                                  | 29.5                                                          |                                                               |                                                               |
| 3                                                             | Vincent                                                       | Estados Unidos                                                | 30.6                                                          |                                                               |                                                               |
| Fuente: IPC.                                                  |                                                               |                                                               |                                                               |                                                               |                                                               |

| Natación Varones 50 m libre clase 5 (cauda equina) Participantes: 8 | Natación Varones 50 m libre clase 5 (cauda equina) Participantes: 8 | Natación Varones 50 m libre clase 5 (cauda equina) Participantes: 8 | Natación Varones 50 m libre clase 5 (cauda equina) Participantes: 8 | Natación Varones 50 m libre clase 5 (cauda equina) Participantes: 8 |
|                                                                     | Atleta                                                              | País                                                                | Tiempo                                                              |                                                                     |
| ------------------------------------------------------------------- | ------------------------------------------------------------------- | ------------------------------------------------------------------- | ------------------------------------------------------------------- | ------------------------------------------------------------------- |
| 1                                                                   | Roberto Marson                                                      | Italia                                                              | 40.1                                                                |                                                                     |
| 2                                                                   | Carlos Carranza                                                     | Argentina                                                           | 42.9                                                                |                                                                     |
| 3                                                                   | Soderberg                                                           | Suecia                                                              | 44.1                                                                |                                                                     |
| Fuente: IPC.                                                        |                                                                     |                                                                     |                                                                     |                                                                     |

| Natación Varones 50 m pecho clase 5 (cauda equina) Participantes: 4 | Natación Varones 50 m pecho clase 5 (cauda equina) Participantes: 4 | Natación Varones 50 m pecho clase 5 (cauda equina) Participantes: 4 | Natación Varones 50 m pecho clase 5 (cauda equina) Participantes: 4 | Natación Varones 50 m pecho clase 5 (cauda equina) Participantes: 4 | Natación Varones 50 m pecho clase 5 (cauda equina) Participantes: 4 |
|                                                                     | Nadador                                                             | País                                                                | Tiempo                                                              |                                                                     |                                                                     |
| ------------------------------------------------------------------- | ------------------------------------------------------------------- | ------------------------------------------------------------------- | ------------------------------------------------------------------- | ------------------------------------------------------------------- | ------------------------------------------------------------------- |
| 1                                                                   | Roberto Marson                                                      | Italia                                                              | 58.3                                                                |                                                                     |                                                                     |
| 2                                                                   | Sodeberg                                                            | Suecia                                                              | 58.7                                                                |                                                                     |                                                                     |
| 3                                                                   | Carlos Carranza                                                     | Argentina                                                           | 1:02.7                                                              |                                                                     |                                                                     |
| Fuente: IPC.                                                        |                                                                     |                                                                     |                                                                     |                                                                     |                                                                     |

| Natación Mujeres 50 m libre clase especial Participantes: 9 | Natación Mujeres 50 m libre clase especial Participantes: 9 | Natación Mujeres 50 m libre clase especial Participantes: 9 | Natación Mujeres 50 m libre clase especial Participantes: 9 | Natación Mujeres 50 m libre clase especial Participantes: 9 | Natación Mujeres 50 m libre clase especial Participantes: 9 |
|                                                             | Nadadora                                                    | País                                                        | Tiempo                                                      |                                                             |                                                             |
| ----------------------------------------------------------- | ----------------------------------------------------------- | ----------------------------------------------------------- | ----------------------------------------------------------- | ----------------------------------------------------------- | ----------------------------------------------------------- |
| 1                                                           | van der Benden                                              | Países Bajos                                                | 42.3                                                        |                                                             | RM                                                          |
| 2                                                           | Shalom                                                      | Israel                                                      | 46.5                                                        |                                                             |                                                             |
| 3                                                           | Silvia Cochetti                                             | Argentina                                                   | 46.9                                                        |                                                             |                                                             |
| Fuente: IPC.                                                |                                                             |                                                             |                                                             |                                                             |                                                             |

## Medalla de plata en básquetbol en silla de ruedas mujeres
En los Juegos de Tel Aviv se incorporó el evento femenino del básquetbol en silla de ruedas. Participaron cinco países: Argentina, Austria, Estados Unidos, Gran Bretaña e Israel. El equipo argentino estuvo integrado por Silvia Cochetti, Estela Fernández, Dina Galíndez, Susana Masciotra, Amelia Mier, Susana Olarte y Noemí Tortul.
El equipo argentino venció a Estados Unidos 4-1, a Austria 22-15, a Gran Bretaña 8-2 y perdió con Israel 17-12, equipo este que ganó todos los partidos ganando la medalla de oro, en tanto que Argentina quedó segunda haciéndose acreedora a la medalla de plata, mientras que la de bronce correspondió a Estados Unidos.
En los Juegos siguientes el equipo de mujeres obtendría la medalla de oro y el de hombres la de plata.
| Básquetbol Mujeres Participantes: 5 países | Básquetbol Mujeres Participantes: 5 países | Básquetbol Mujeres Participantes: 5 países | Básquetbol Mujeres Participantes: 5 países | Básquetbol Mujeres Participantes: 5 países |
|                                            | País                                       | Ganó                                       | Perdió                                     |                                            |
| ------------------------------------------ | ------------------------------------------ | ------------------------------------------ | ------------------------------------------ | ------------------------------------------ |
| 1                                          | Israel                                     | 4                                          | 0                                          |                                            |
| 2                                          | Argentina                                  | 3                                          | 1                                          |                                            |
| 3                                          | Estados Unidos                             | 2                                          | 2                                          |                                            |
| 4                                          | Austria                                    | 1                                          | 3                                          |                                            |
| 5                                          | Gran Bretaña                               | 0                                          | 4                                          |                                            |
| Fuente: Wheelchairs can jump!              |                                            |                                            |                                            |                                            |

## Deportistas
- Varones: (12) Eduardo Albelo, Helvio Aresca, Carlos Carranza, Juan Luis Costantini, Díaz, Jorge Diz, Miguel Ángel González, Gunter, Hugo Loto, Honorio Romero, Bautista Rubio y Dante Tosi.[1]

- Mujeres (7): Silvia Cochetti, Estela Fernández, Dina Galíndez, Susana Masciotra, Amelia Mier, Susana Olarte y Noemí Tortul.[1]